# Handest
Handest is een plaats in de Deense regio Noord-Jutland, gemeente Mariagerfjord. De plaats telt 229 inwoners (2019). Handest ligt in de parochie Glenstrup.
In 1927 werd Handest aangesloten op het spoornetwerk door de Mariager-Faarup-Viborg Jernbane. In 1966 werd de spoorlijn gesloten, maar vanaf 1970 werd Handest de eindhalte van de Mariager-Handest Veteranjernbane, een museumlijn tussen Mariager en Handest. Het stationsgebouw kwam in 2005 in bezit van de museumlijn.
In 2012 werd de school in Handest gesloten. Het schoolgebouw was in 1925 opgeleverd. Tot in de jaren 70 bleef de naam 'Handest Skole' in gebruik, daarna werd de school omgedoopt tot 'Søbakkeskolen'. Na de sluiting in 2012 is het gebouw gebruikt voor onder andere woningen en het archief van de parochie Glenstrup.